# Kruchaweczka wypaleniskowa

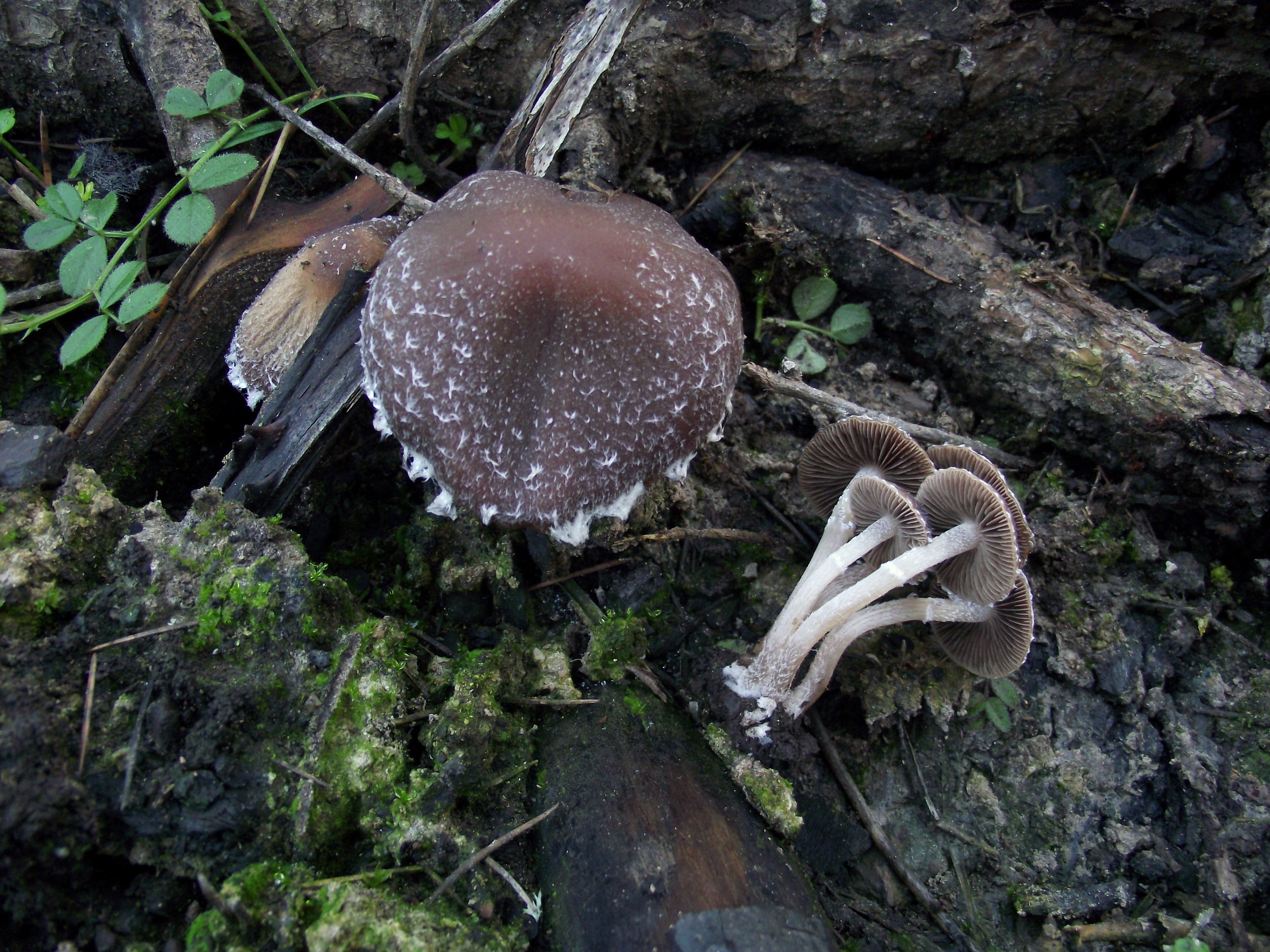

Kruchaweczka wypaleniskowa  (Psathyrella pennata (Fr.) A. Pearson & Dennis) – gatunek grzybów należący do rodziny kruchaweczkowatych (Psathyrellaceae).

## Systematyka i nazewnictwo
Pozycja w klasyfikacji według Index Fungorum: Psathyrella, Psathyrellaceae, Agaricales, Agaricomycetidae, Agaricomycetes, Agaricomycotina, Basidiomycota, Fungi.
Po raz pierwszy opisał go w 1821 r. Elias Fries w Encyclopedié mycologie nadając mu nazwę Agaricus pennatus. Obecną, uznaną przez Index Fungorum nazwę nadali  Arthur Anselm Pearson i Richard William George Dennis w 1947 r.
Synonimy:
- Agaricus pennatus Fr., 1821
- Agaricus pennatus var. fimicola G.E. Bernard 1882
- Drosophila gossypina var. pennata (Fr.) Quél. 1886
- Drosophila pennata (Fr.) Kühner & Romagn. 1953
- Pilosace pennatus (Fr.) Kuntze 1898
- Psathyra pennata (Fr.) Quél. 1879
- Psathyra pennata f. annulata A. Pearson 1943
- Psathyra pennata var. brasiliensis Rick 1930
- Psathyra pennata var. fimicola (G.E. Bernard) Sacc. 1887
- Psathyrella carbonicola A.H. Sm. 1941
- Psathyrella pennata f. silvatica Hongo 1969
- Psathyrella pennata var. annulata (A. Pearson) A. Pearson & Dennis 1948

Polską nazwę zaproponował Władysław Wojewoda w 2003 r.

## Występowanie
Znane jest występowanie Psathyrella pennata w Ameryce Północnej i Europie oraz w Argentynie. Władysław Wojewoda w swoim zestawieniu grzybów wielkoowocnikowych Polski w 2003 r. podaje 7 stanowisk tego gatunku kruchaweczki z uwagą, że jej rozprzestrzenienie w Polsce i stopień zagrożenia nie są znane. Wiele bardziej aktualnych stanowisk tego gatunku znajduje się w internetowym atlasie grzybów. Jest w nim umieszczony na liście gatunków zagrożonych i wartych objęcia ochroną. 
Saprotrof. Występuje na wypaleniskach w lesie, ale także poza lasem na terenach rekreacyjnych, gdzie często palone są ogniska.